# Roque na Letnich Igrzyskach Olimpijskich 1904
Wyniki zawodów roque rozegranych podczas Igrzysk Olimpijskich w St. Louis. Zawody odbyły się w dniach 3–8 sierpnia 1904 r. Wzięło w nich udział czterech zawodników. Wszyscy ze Stanów Zjednoczonych.

## Wyniki
W zawodach wzięło udział czterech zawodników. Każdy rozegrał z każdym mecz i rewanż.
- Charles Jacobus–Smith Streeter 32:18; 27:32
- Charles Jacobus–Charles Brown 32:14, 32:13
- Charles Jacobus–William Chalfant 32:23, 32:9
- Smith Streeter–Charles Brown 32:18, 10:32
- Smith Streeter–William Chalfant 32:7, 32:26
- Charles Brown–William Chalfant 32:9, walkower dla Chalfant’a

### Liczba meczów wygranych i przegranych
| Lp. | Zawodnik         | Zwycięstwo | Porażka |
| --- | ---------------- | ---------- | ------- |
| 1.  | Charles Jacobus  | 5          | 1       |
| 2.  | Smith Streeter   | 4          | 2       |
| 3.  | Charles Brown    | 2          | 4       |
| 4.  | William Chalfant | 1          | 5       |

## Medaliści
| Konkurencja | Złoto           | Srebro         | Brąz          |
| roque       | Charles Jacobus | Smith Streeter | Charles Brown |

## Tabela medalowa
| Lp. | Państwo           | Złoty | Srebrny | Brązowy | Suma |
| 1   | Stany Zjednoczone | 1     | 1       | 1       | 3    |